# 艾氏煌蜂鸟
，是雨燕目蜂鸟科的一种鸟类。
艾氏煌蜂鸟体重约3.36克，翼长约40.4毫米，嘴峰长约20.2毫米，喙宽度约1.9毫米，喙厚度约1.9毫米，跗蹠长约4.7毫米，尾长约25.8毫米。艾氏煌蜂鸟在其分布区内为留鸟，其栖息在半开放的灌木丛中，食性为草食性，主要食物来源是植物的花蜜。

## 亚种
- ：分布于俄勒冈州南部至加利福尼亚州南部；越冬于墨西哥中部。
- ：分布于加利福尼亚海峡群岛和邻近的大陆地区。[4]